# Flamur Kastrati
Flamur Kastrati (Oslo, Noruega; 14 de noviembre de 1991) es un futbolista kosovar nacido en Noruega. Juega de extremo y su equipo actual es el Odds Ballklubb de la Eliteserien de Noruega.

## Clubes
| Club                   | País         | Año           |
| ---------------------- | ------------ | ------------- |
| Skeid                  | Noruega      | 2008          |
| FC Twente              | Países Bajos | 2009-2011     |
| VfL Osnabrück (cedido) | Alemania     | 2011          |
| MSV Duisburgo          | Alemania     | 2011-2012     |
| Erzgebirge Aue         | Alemania     | 2013          |
| Strømsgodset IF        | Noruega      | 2013-2016     |
| Aalesunds FK           | Noruega      | 2016          |
| Sandefjord Fotball     | Noruega      | 2016-2018     |
| Kristiansund BK        | Noruega      | 2018-2021     |
| Odds Balklubb          | Noruega      | 2021-presente |

## Palmarés

### Campeonatos nacionales
| Título      | Club            | País    | Año  |
| ----------- | --------------- | ------- | ---- |
| Tippeligaen | Strømsgodset IF | Noruega | 2013 |